# Cezonia
Cezonia, właściwie: Milonia Caesonia (ur. 6, zm. 24 stycznia 41) – czwarta i ostatnia żona cesarza Kaliguli. Jej rodzicami byli Milonius (przypuszczalnie senator) i Wistilia. 
Początkowo była konkubiną cesarza. W dniu, kiedy urodziła mu córkę Julię Druzyllę, została uznana za żonę.
Cezonia została zamordowana razem z mężem i córką Julią Druzyllą, 24 stycznia 41 roku.